# Tugurte
Tugurte (em árabe: ﺗﻮﻗﺮت, lit. 'Touggourt') é uma cidade da Argélia. Foi construída num oásis do nordeste do país e é um terminal ferroviário a 210 km a sudoeste de Annaba. Fica na região das dunas do Souf e é importante centro de comunicações para as jazidas petrolíferas do sul. No Oásis de Tugurte produz-se grande quantidade de tâmaras.